# Museu Aberto de Mérida
O Museu Aberto de Mérida é um espaço museológico da cidade de Mérida, na comunidade autónoma da Estremadura, Espanha. Foi inaugurado em 2007 e funciona num edifício construído para o alojar que ocupa o espaço antes ocupado por um quartel.
O museu tem três secções distintas: a Geoemérita, onde está exposta uma coleção de geologia, a Praemérita, onde se expõem peças arqueológicas dos períodos entre o Paleolítico e a Proto-história, e uma sala de exposições temporárias, que pretende ser um espaço para exposições de arte de artistas locais e nacinais, consagrados ou não.

## Geoemérita
Também chamada Coleção de Geologia Fernández López - Sos Baynat, foi anteriormente o acervo do Museu de Geologia da Estremadura, inaugurado em 1991 para acolher a coleção oferecida pelo geólogo Vicent Sos Baynat (1895–1992). Tem peças de paleontologia, petrologia, aplicações da geologia e mineralogia, esta última dedicada aos minerais da Estremadura, nomeadamente silicatos e minérios metálicos e não metálicos. Tem ainda a reconstituição com objetos originais do laboratório de Sos Baynat, onde se pode ver o mobiliário de madeira usado para a classificação das amostras recolhidas durante os trabalhos de campo.

## Praemérita
Também chamada Coleção Pré-histórica da Comarca de Mérida, é composta por várias centenas de objetos arqueológicos provenientes dos numerosos sítio arqueológicos existentes nas zonas próximas do local onde depois seria fundada a colónia romana de Augusta Emerita (atualmente Mérida), capital da província da Lusitânia. As peças mais antigas são do Paleolítico e as mais recentes da Proto-história, estão representados o Neolítico, Calcolítico e Idade do Bronze.
Entre os sítios arqueológicos de onde provêm os achados expostos, destaca-se o Dólmen do Prado de Lácara, no município de La Nava de Santiago, o maior monumento megalítico da Espanha e o segundo maior da Península Ibérica; o Poblado de  El Palomar (em Oliva de Mérida), um dos sítios arqueológicos mais importantes do Período Orientalizante na Península Ibérica; e vários túmulos com caraterísticas similares às de Cancho Roano, como Turuñuelo, um sítio arqueológico tartesso em Guareña, do qual a coleção tem uma amostra muito completa de materiais.